# Жизи ле Нобл
Жизи ле Нобл (фр. Gisy-les-Nobles) насеље је и општина у источном делу централне Француске у региону Бургоња, у департману Јон која припада префектури Санс.
По подацима из 2011. године у општини је живело 597 становника, а густина насељености је износила 54,72 становника/km². Општина се простире на површини од 10,91 km². Налази се на средњој надморској висини од 69 метара (максималној 181 m, а минималној 60 m).

## Демографија
| 1962. | 1968. | 1975. | 1982. | 1990. | 1999. | 2011. |
| ----- | ----- | ----- | ----- | ----- | ----- | ----- |
| 260   | 299   | 324   | 348   | 386   | 498   | 597   |

График промене броја становника у току последњих година